# Regina Schöpf
Regina Schöpf, avstrijska alpska smučarka, * 16. september 1935, Innsbruck, † 30. oktober 2008.
Svoj največji uspeh kariere je dosegla na Olimpijskih igrah 1956, ko je osvojila naslov olimpijske podprvakinje v slalomu, tekma je štela tudi za svetovno prvenstvo, dosegla je tudi deveto mesto v veleslalomu. Nastopila je tudi na Svetovnem prvenstvu 1954, kjer je bila četrta v slalomu. Leta 1956 je osvojila naslov avstrijske državne prvakinje v slalomu.